# 安井仙角仙知
安井 仙角仙知（やすい せんかくせんち、明和元年（1764年） - 天保8年（1837年）10月）は、江戸時代の囲碁棋士で、家元安井家の七世安井仙知。六世安井仙哲門下、八段準名人。八世安井仙知と区別して、隠居後に仙角を名乗った七世を仙角仙知または大仙知（おおせんち）と呼び、八世は知得、知得仙知と呼ぶことが多い。また四世仙角、五世春哲仙角と区別して、四世は古仙角と呼ばれる。仙知は僊知と書くこともある。中央重視と創造性豊かな構想で、近代碁の祖とされる。

## 経歴
安井家の外家坂口家の粗である坂口仙徳の長子として生まれる。若くから才を認められて安井仙哲の養子に迎えられ、安永9年（1780年）に仙哲死去により跡式を認められて、17歳二段で安井家を継いで七世安井仙知となる。同年、父仙徳とともに御城碁に初出仕した。天明2年（1782年）四段、寛政初期に上手（七段）に進んだと見られる。寛政12年（1800年）に中野知得を跡目とする。享和2年（1802年）に、14歳年長の本因坊烈元と同時に八段準名人に進んだ。
仙知は同時期の棋士に大きく勝ち越した。本因坊烈元に16勝2敗1持碁、服部因徹（因淑）に7勝3敗、水谷琢元に4勝1敗1持碁、本因坊烈元の跡目候補だった河野元虎に9勝2敗としている。名人碁所の地位も望めたがそうしなかったのは、寡欲だったとも、11歳下の本因坊元丈、12歳下の弟子中野知得の成長を感じていたためとも言われる。御城碁では、初出仕の年に林祐元門入に二子で勝ち、その後文化7年（1810年）までに18勝9敗2ジゴ。
文化12年（1815年）に51歳で隠居して中野知得に家督を譲り、その後、仙角と号する。天保6年（1835年）、本因坊丈和が赤星因徹と対局した松平家碁会では、開催を働きかけた岡田頼母と対局している。天保8年（1837年）没、謐は紫石院仙角日翫信士、浄心寺に葬られる。
仙知の碁は江戸中期としては異色の、位が高く中央重視、戦い指向の棋風だった。後の本因坊秀和は「当代華やかなる碁を推さんには、七世仙角の右に出づる者なかるべし」と評し、また瀬越憲作は『御城碁譜』で、寛政4年（1792年）の本因坊烈元戦を「この碁は仙知の奇才を遺憾なく発揮している名局で寄正変幻不可端倪とは正にこの局の如きをいう」と評し、「成否はおいて、毎局新構想を打ち出す」「其の絢爛華麗の風こそ近代型戦術の発案とも称すべきか」とも述べた。木谷実の新布石のアイデアは、仙知の影響を受けたと言われている。
仙知はまた、幕末にかけての本因坊家に拮抗する安井家の興隆に大きく寄与した。父仙徳の起こした坂口家の再興にも尽力し、実子とも伝えられる荻野虎次郎を育て、虎次郎は天保9年（1838年）に坂口家を継いで阪口仙得を名乗り、天保四傑に数えられた。

### 御城碁戦績
- 1780年（安永9年） 二子中押勝 林祐元門入
- 同年 白番2目勝 林門悦
- 1782年（天明2年） 白番中押勝 林門悦
- 同年 二子中押勝 本因坊烈元
- 1783年（天明3年） 先番3目勝 河野元虎
- 1784年（天明4年） 先番12目勝 本因坊烈元
- 同年 二子中押勝 本因坊察元
- 1785年（天明5年） 先番17目勝 井上因達因碩
- 同年 白番中押勝 河野元虎
- 1786年（天明6年） 白番中押負 河野元虎
- 1787年（天明7年） 白番中押勝 林門悦
- 1790年（寛政2年） 白番5目負 河野元虎
- 1791年（寛政3年） 白番ジゴ 井上因達因碩
- 1792年（寛政4年） 白番中押勝 本因坊烈元
- 同年 白番中押勝 河野元虎
- 1793年（寛政5年） 先番15目勝 河野元虎
- 1794年（寛政6年） 向二子2目勝 井上春策
- 1795年（寛政7年） 白番中押勝 林門悦
- 1796年（寛政8年） 白番中押勝 井上春策
- 1797年（寛政9年） 向二子2目負 井上春策
- 1798年（寛政10年） 白番5目負 本因坊元丈
- 1799年（寛政11年） 先番4目勝 本因坊烈元
- 1801年（享和元年） 白番中押負 井上因達因碩
- 1802年（享和2年） 向二子6目負 井上春策
- 1803年（享和3年） 白番1目負 本因坊元丈
- 1805年（文化2年） 白番ジゴ 林門悦
- 1806年（文化3年） 向三子中押負 林鐡元
- 1809年（文化6年） 白番2目勝 林門悦
- 1810年（文化7年） 向二子5目負 井上因砂因碩

御城碁（寛政4年 11月17日）安井仙角仙知 - 本因坊烈元(先番)
白は高目と目外しと仙知らしい位の高い布石。白1（18手目）が趣向で、白4まで力強い打ち方。黒8と利かしに来たのを隅に閉じ込めて、白13と封鎖して右辺を拡げた。この後、右辺、上辺と難戦が続き、中央のコウ争いで黒の失着があり、184手完、白中押勝。

## 著作
- 『碁立百番』1797年（写本）
- 『烏鷺争飛集』1803年（『碁立百番』の版本）
- また盤中作り物「総追落」は名作として知られている。

## 注
1. ↑  『棋道』1953年1月号の座談会「私の尊敬する名人と名局」で、木谷は名人上手で一番好きなのは仙知であると述べている。